# Carlos Arredondo
Pour les articles homonymes, voir Arredondo.
Alexander Brian Arredondo, né Carlos Luis de Los Ángeles Arredondo Piedra le 25 août 1960 à San José et mieux connu sous le nom de Carlos Arredondo, est un militant américain et un bénévole de la Croix-Rouge américaine.
Costaricien, il est devenu un militant antiguerre après la mort au combat de son fils Alexander Scott Arredondo pendant la guerre d'Irak. Bien qu'il prétend qu'il s'agissait d'un accident, il aurait essayé de se suicider en s'immolant d'essence. Son autre fils, Brian Arredondo, s'est lui donné la mort.
Par la suite, en tant que parent d'une personne tuée au combat pour l'armée américaine, il a pu prendre la nationalité américaine et a changé son prénom pour reprendre celui de ses deux fils.
Spectateur lors du marathon de Boston 2013, il est l'un des premiers à porter secours à une victime des attentats du marathon de Boston,.